# 略薩內岩
72°19′S 23°17′E / 72.317°S 23.283°E
略薩內岩，是南極洲的岩石，位於毛德皇后地的朗希爾德公主海岸，處於尼爾斯拉爾森山東南面7公里，屬於南龍達訥山脈的一部分，挪威製圖師根據空中照片繪入地圖，現時由南極條約體系管理。

## 外部連結
- 本条目引用的公有领域材料来自美国地质调查局的文档 《略薩內岩》 （資料來自地名信息系统）。